# Jarnołtów
Jarnołtów (deutsch Dürr Arnsdorf) ist ein Dorf der Stadt- und Landgemeinde Otmuchów im Powiat Nyski in der Woiwodschaft Opole in Polen.

## Geographie

### Geographische Lage
Das Straßendorf Jarnołtów liegt im Südwesten der historischen Region Oberschlesien direkt an der Grenze zu Tschechien. Der Ort liegt etwa 15 Kilometer südöstlich des Gemeindesitzes Otmuchów, etwa 18 Kilometer südwestlich der Kreisstadt Nysa und etwa 77 Kilometer südwestlich der Woiwodschaftshauptstadt Opole.
Jarnołtów liegt in der Przedgórze Sudeckie (Sudetenvorgebirge) innerhalb der Przedgórze Paczkowskie (Patschkauer Vorgebirge). Durch den Ort verläuft die Łuża, ein rechter Zufluss der Weidenauer Wasser (poln. Widna).

### Nachbarorte
Nachbarorte von Jarnołtów sind im Westen Vidnava (Weidenau), im Nordosten Łąka (Wiesau), im Nordosten Nadziejów (Naasdorf) sowie im Osten Kijów (Kaindorf).

## Geschichte

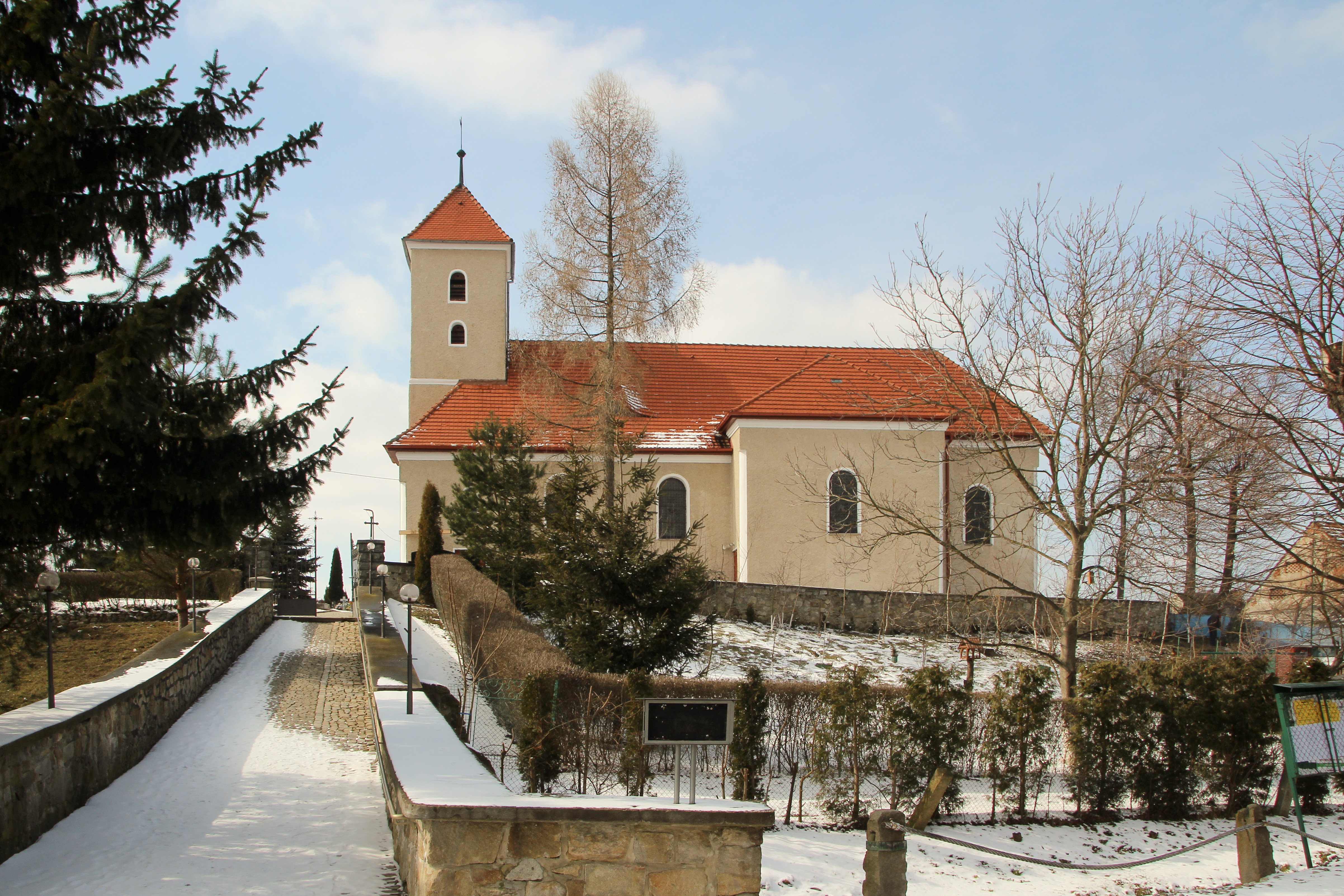
Kreuzerhöhungskirche

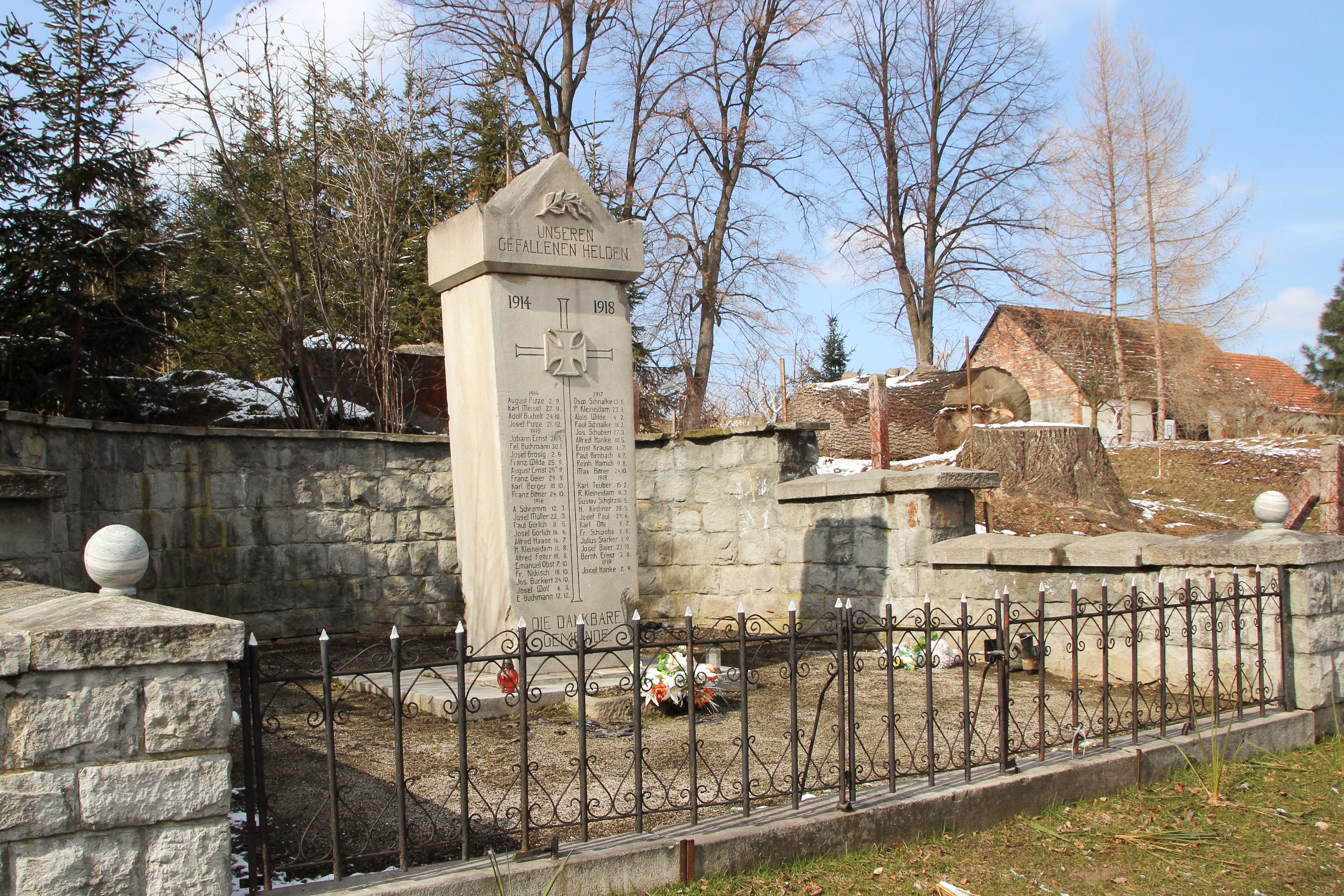
Gefallenendenkmal

Der Ort wird erstmals 1291 urkundlich als Arnoldi villa erwähnt. In dem Werk Liber fundationis episcopatus Vratislaviensis aus den Jahren 1295–1305 wird der Ort nochmals als Arnoldi villa erwähnt. Für das Jahr 1374 ist die Ortsbezeichnung Arnoldi villa überliefert.
Nach dem Ersten Schlesischen Krieg 1742 fiel Dürr Arnsdorf mit dem größten Teil Schlesiens an Preußen. 1753 wurde im Ort eine steinerne Betkapelle erbaut. 1772 wurde im Ort eine Schule eingerichtet.
Nach der Neuorganisation der Provinz Schlesien gehörte die Landgemeinde Dürr Arnsdorf ab 1816 zum Landkreis Neisse im Regierungsbezirk Oppeln. 1845 bestanden im Dorf eine Kapelle, eine katholische Schule, ein Steinbruch sowie 126 weitere Häuser. Im gleichen Jahr lebten in Dürr Arnsdorf 724 Menschen, davon neun evangelisch. 1855 lebten 845 Menschen in Baucke. 1865 bestanden im Ort 16 Bauern-, 60 Gärtner- und 45 Häuslerstellen. Eingepfarrt waren die Dorfbewohner nach Kalkau. 1874 wurde der Amtsbezirk Dürr Arnsdorf gegründet, welcher aus den Landgemeinden Dürr Arnsdorf, Schubertscrosse, Tannenberg und Wiesau und den Gutsbezirk Dürr Arnsdorf, Tannenberg und Wiesau bestand. 1885 zählte Dürr Arnsdorf 824 Einwohner.
1933 lebten in Dürr Arnsdorf 767 sowie 1939 723 Menschen. Bis Kriegsende 1945 gehörte der Ort zum Landkreis Neisse.
Als Folge des Zweiten Weltkriegs fiel Dürr Arnsdorf 1945 wie der größte Teil Schlesiens unter polnische Verwaltung. Nachfolgend wurde es in Jarnołtów umbenannt und der Woiwodschaft Schlesien angeschlossen. Die deutsche Bevölkerung wurde weitgehend vertrieben. 1950 wurde es der Woiwodschaft Oppeln eingegliedert. 1999 kam der Ort zum wiedergegründeten Powiat Nyski. 2007 lebten 468 Menschen im Ort.

## Sehenswürdigkeiten
- Die römisch-katholische Kreuzerhöhungskirche (poln. Kościół Podwyższenia Krzyża Świętego) wurde 1932 durch Kardinal Adolf Bertram geweiht. Die bereits bestehende Betkapelle, erbaut 1754, wurde zuvor ausgebaut.[9]
- Das Denkmal für die Gefallenen des Ersten Weltkriegs wurde 1929 aufgestellt. Nach 1945 wurden die Inschriften und die Granitblöcke entfernt. 1992 wurde auf Initiative eines ehemaligen Dorfbewohners die Inschriften des Denkmals wieder hergestellt.[10]
- Grabstätte auf dem Dorffriedhof für die Gefallenen Soldaten des Zweiten Weltkriegs

## Vereine
- Fußballverein RZS Jarnołtów
- Freiwillige Feuerwehr OSP Jarnołtów